# 宮川村 (岐阜県)
宮川村（みやがわむら）は、岐阜県吉城郡にあった村である。2004年（平成16年）に吉城郡の4町村で合併して飛騨市となった。

## 地理
岐阜県北部、飛騨高地の北部に位置した。村の中央を南北に流れる宮川が村名の由来である。東西は山地で、集落は川沿いの河岸段丘上に形成されている。
村南部の宮川流路に沿って跡津川断層が通過しており、断層上に位置するニコイ高原には池ヶ原湿原がある。村北西部を流れる万波川上流には万波高原と呼ばれる標高1,000mの平坦地が広がり、大根の産地として知られる。
- 山: 白木峰、蕎麦角山、高山、流葉山、漆山岳
- 河川: 宮川、万波川

### 隣接していた自治体
- 岐阜県
  - 古川町（現在は飛騨市の一部）
  - 神岡町（同上）
  - 河合村（同上）
- 富山県
  - 八尾町（現在は富山市の一部）
  - 大沢野町（同上）
  - 細入村（同上）

## 歴史
- 1956年（昭和31年）9月30日 - 坂上村、坂下村が合併して発足。
- 2004年（平成16年）2月1日 - 河合村・古川町・神岡町と合併し飛騨市が発足。同日宮川村廃止。

## 交通

### 鉄道路線
- 高山本線 坂上駅 - 打保駅 - 杉原駅

### 道路
高速道路
- 村内に高速道路はなし。

一般国道
- 国道360号 - 宮川沿いに飛騨国と越中国を結ぶ越中西街道が通っていた。現在の国道360号に相当する。2000年（平成12年）8月に宮川細入道路の県境区間が開通するまでは冬季閉鎖され、冬季間は富山県側との往来はできなかった。
- 国道471号･国道472号(重複区間)

主要地方道
- 村内に主要地方道はなし。

一般県道
- 岐阜県道481号坂上停車場線

林道
- 打保谷林道
- 小坂谷林道

## 名所・旧跡・観光スポット・祭事・催事
- ニコイ高原
- 池ヶ原湿原
- ニコイ大滝
- まんがサミットハウス おんり〜湯 飛騨まんが王国
- 種蔵棚田の雨上がりの石積（かおり風景100選）
- 塩屋金清神社遺跡
- 富岡神社
- 神明神社
- 白山神社（打保）

## 教育
- 宮川村立宮川中学校
- 宮川村立宮川小学校

### 2004年以前に廃校となった小中学校
- 宮川村立種蔵中学校（1959年廃校）
- 宮川村立大無雁中学校（1959年廃校）
- 宮川村立坂下中学校（1965年廃校）
- 宮川村立大無雁小学校（1964年廃校）
- 宮川村立種蔵小学校（1964年廃校）
  - 宮川村立種蔵小学校ニコイ平分校（1962年廃校）
- 宮川村立坂下小学校（2000年廃校）
  - 宮川村立坂下小学校小豆沢冬季分校（1966年廃校）
  - 宮川村立坂下小学校洞分校（1967年廃校）
  - 宮川村立坂下小学校打保冬季分校（1968年廃校）
- 宮川村立坂上小学校（2000年廃校）
  - 宮川村立坂上小学校小谷冬季分校（1971年廃校）

## その他

### 電気

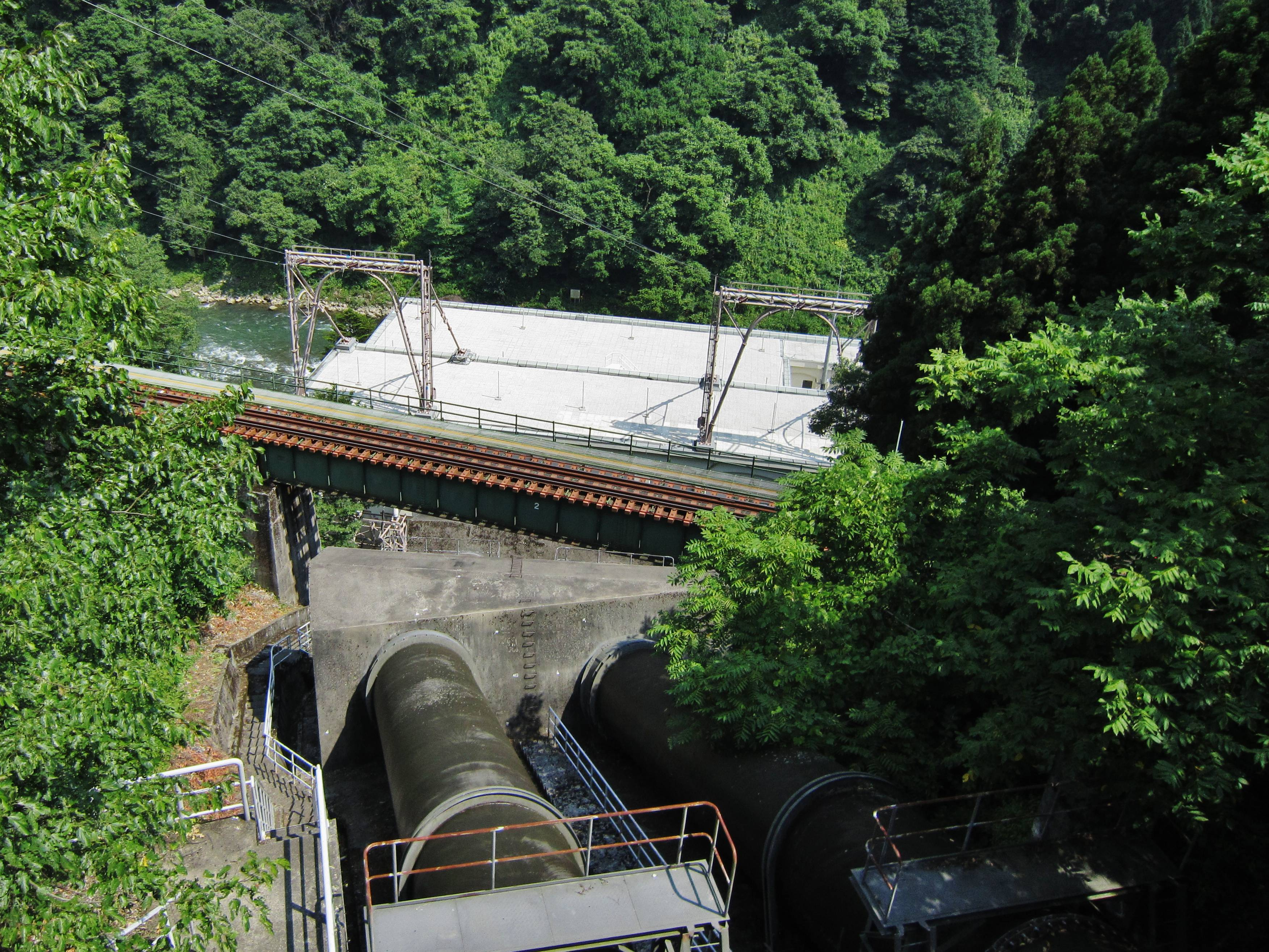
蟹寺発電所

岐阜県内の大多数の地域を賄う電気事業者は中部電力であり、同村の旧坂上村の地域も中部電力であるものの、旧坂下村の地域は北陸電力となっている。これは、1925年（大正12年）8月に運用を開始した富山県婦負郡細入村蟹寺（現在の富山市蟹寺）の日本電力（現在の関西電力）蟹寺発電所と大きく関係している。1923年（大正10年）10月頃に工事が始まった際、工事用動力として蟹寺地区から打保地区へ引用し、これを万波地区以外の各地区へも順次供給し、工事終了後に送電線を現在の北陸電力へ提供したためである。